# Mangez-le si vous voulez
Mangez-le si vous voulez  est un roman de l'écrivain français Jean Teulé paru en mai 2009 et qui raconte le drame de Hautefaye.

## Synopsis
L'action se passe à Hautefaye (Dordogne) durant la guerre de 1870 :  pris pour un Prussien à la suite d'un malentendu sur ses propos, un jeune aristocrate, Alain de Monéys, est molesté par des habitants du village, puis torturé et mis à mort dans des conditions de brutalité inouïe.
Dans l'épilogue, les condamnés aux travaux forcés à perpétuité au bagne de Nouvelle-Calédonie sont surnommés par les détenus « goûte graisse », « bien cuit », « à point », « la grillade ». Jean Campot, qui a porté les premiers coups et immolé de Monéys reçoit le patronyme de la victime qu'il finit par adopter. Libéré pour conduite exemplaire après trente années de bagne, il reste dans l'île et a, avec une Kanak, des enfants qu’il déclare sous le nom de Monéys, nom qui existerait toujours en Nouvelle-Calédonie.

## Adaptation au théâtre
La pièce de théâtre Mangez-le si vous voulez, adaptée du roman et mise en scène par Clotilde Morgiève et Jean-Christophe Dollé, a été créée au Festival off d'Avignon en 2013 puis reprise en 2014. En 2014 la pièce a été jouée au théâtre Tristan-Bernard, du 10 janvier au 30 avril 2014.